# Константин Момировић
Константин Момировић (Тетово, 13. јануар 1932 — Београд, 28. март 2004) је био српски психолог и један од најцитиранијих српских научника свих времена. Речима Henry F. Kaisera, Момировић је био отац "загребачке статистичке школе".

## Биографија
Константин Момировић је рођен 13. јануара 1932. године у Тетову, где је живео до 1939. године. Од 1939. до 1942. године живео је у Иванграду . Од 1942. до 1950. године живео је у Београду, где је завршио Прву београдску гимназију, као одличан ученик. Исте године је прешао у Загреб, уписао психологију на Филозофском факултету и дипломирао 1955. године. За време и после студија похађао је и студије медицине, филозофије и историје уметности. Докторирао је на Филозофском факултету Универзитета у Загребу, са тезом „Структура фактора неких симптома неуроза“. У Београд се враћа 1991. године, по избијању рата у Хрватској и у њему живи и ради до краја. У Билећи је 1959/60. завршио Школу за резервне официре ЈНА. Активно се бавио спортом, као јуниор кошарком, а касније првенствено џудом.
Први посао Момировић је добио у Војној болници у Загребу као шеф одељења за примењену психологију. Између 1956. и 1966. радио је у Институту за истраживање проблема у развоју деце и омладине, где је предводио групу за експерименталне пројекте и статистику. У Загребу (од 1960) ванредно предаје на Вишој школи за физичко васпитање, да би 1966. постао ванредни професор. На Факултету за физичко васпитање постаје редовни професор 1971. за предмет кинезиолошка психологија. На исто место изабран је и 1982, а од 1983. је редовни професор за предмет квантитативне методе. Од 1966. професор Момировић води програм, касније одељење Кинезиолошке психологије. Декан на Вишој школи за физичко васпитање (касније Факултету за Кинезиологију) постаје 1969. и на том месту остаје до 1971. Од 1978. до 1985. на челу је одељења за Кинезиолошку информатику и статистику. У Универзитетском компјутерском центру, СРЦЕ (Свеучилишни Рачунски Центар), професор Момировић ради хонорарно од оснивања 1971. Средином 1976. почиње стално да ради у Центру као директор научноистраживачких програма. Генерални директор центра СРЦЕ постаје 1979. и на том месту остаје до јула 1983 Од 1978. до 1990. био је у њему председник Научног већа. У оквиру програма обуке у центру СРЦЕ водио је више курсева из подручја анализе и обраде података. На Филозофском факултету у Загребу професор Момировић је предавао изборни предмет психологију спорта, а на постдипломским студијама имплементирање компјутера у анализу психолошких података. На постдипломским студијама Медицинског факултета, од 1964. је предавао психологију спорта, а до 1983. и предмет софтвер за анализу билошких података. Професор Момировић је такође предавао методе научноистраживачког рада на Природно-математичком факултету у Загребу, као и сличне курсеве на постдипломским студијама физичке културе у Београду и Новом Саду. Године 1980. и 1989. као гост је предавао статистику и програмирање на Факултету за механику и математику Државног универзитета у Москви, затим на московском Факултету за примењену математику и кибернетику. Године 1990. Момировићу је додељена титула почасног професора Свеучилишта у Загребу.

## Научни рад
Углед професора Момировића видан је и по многим стручним функцијама које је обављао. Био је први председник, касније потпредседник, Републичког већа за информационе технологије СР Хрватске, председник Одбора за развој информационих технологија, председник Одбора за општенародну одбрану, члан Одбора за информатику Истраживачког центра оружаних снага СФРЈ, члан Извршног већа Свеучилишта у Загребу, члан Научног већа Хрватске, председник Комисије за координацију истраживања на пољу образовања при Министарству за образовање Хрватске, члан Одбора за физичко васпитање Централног комитета Савез комуниста Хрватске, члан Одбора за информације при Извршном већу Скупштине СР Хрватске, председник Комисије за информатику, науку и технологију, члан Већа за образовање СР Хрватске, члан Комисије за образовање, науку и културу ССРЊ, члан Савета за науку и образовање Свеучилишта у Загребу. Многа удружења се могу похвалити да је професор Момировић био њихов члан: Удружење психолога Хрватске, Удружење социолога Хрватске, Хрватско удружење информатичара, Секција за класификацију и Секција за компјутерску статистику Југословенског удружења статистичара, Савез антрополога Југославије, ФЕПСАЦ (европска асоцијација спортских психолога), Европско антрополошко друштво, Удружење психометричара, Интернационална асоцијација за класификацију, Интернационална асоцијација за компјутерску статистику. Професор Момировић је, био и члан уређивачких одбора Гласника Антрополошког друштва Југославије, Кинезиологије и часописа Collegium Antropologicum. Од друге половине 1990. професор Момировић се повукао из свих удружења, са свих функција и посветио се искључиво научном и истраживачком раду.
Професор Константин Момировић је умро 28. марта 2004. године.

## Радови
Реконструкција научне оставштине професора Момировића показује да је до 2007. године завршио 38 књига и монографија, објавио 499 чланака и студија у научним и техничким публикацијама као и на многим симпозијумима, и бројне компјутерске програме и макрое, писане у неком од софтвера за статистичку анализу, већином у СПСС-у.
Тренутно реконструисана листа свих Момировићевих радова објављених између 1957. и 2007. године састоји се од 38 књига и монографија, 499 чланака објављених у научним и техничким часописима, 390 техничких извештаја, 63 објављених сажетака још необјављених радова са разних симпозијума и конференција, те 22 истраживања и студија.
Био је учесник и руководилац више пројеката, међу којима су:
- Структура и мерење примарних фактора контроле мотора;
- Евалуација дијагностичких метода;
- структура патолошких конативних фактора;
- Факторска структура антропометријских варијабли;
- Утицај латентних антропометријских димензија на оријентацију и избор врхунских спортиста;
- ДАТ стандардизација;
- Стандардизација Б-серије, НСИ и РБМ;
- Праћење раста функционалних и физичких способности деце и младих СФРЈ;
- Класификација и селекција југословенских војних регрута;
- Ефикасност кривичних казни изречених малолетним делинквентима, са посебним освртом на малолетнички рецидивизам;
- Анализа злостављања у СР Хрватској;
- Развој тестова стручног усмјеравања;
- Утицај физичке активности на психосоматски статус;
- Информациони систем физичке културе (образовање и спорт);
- Проучавање неких метода за анализу билинеарних облика, са посебним освртом на примјену електронских рачунара, организацију података и анализу;
- Израда и валидација акумулатора тестова за верификацију физичке спремности војника; • Антрополошке карактеристике жена-војника;
- програм обуке за брзо побољшање физичких перформанси жена-војника;
- Израда и процена тестова личности заснованих на интеракционистичком моделу.
- Интелигентни системи за анализу података;
- Кибернетички модели у психологији;
- Методолошки проблеми у истрази и праћењу криминала;
- Проблеми и примене у области математичке криминологије;

Разноликост и величина интелектуалног наслеђа Константина Момировића чини импресиван опус и ствара трајну обавезу за своје наследнике.